# Михайло-Архангельский храм (Липецк)
Храм Архангела Михаила (также Архангельская церковь, Михаилоархангельская церковь,  Михайловская церковь) — действующий православный храм в селе (микрорайоне) Ссёлки города Липецка.
Адрес: Липецкая область, город Липецк, с. Ссёлки, Советская улица, 2. 
Является памятником архитектуры, объектом культурного наследия регионального значения.

## История
Первый деревянный храм в селе Ссёлки был построен из дерева в 1692 году; его престол был освящён во имя Архистратига Божия Михаила. В 1866 году к нему пристроена четырёхъярусная колокольня. Храм ветшал и в 1872 году был вновь перестроен также из дерева. По состоянию на 1893 год в штате Архангельской церкви числились: настоятель Петр Феодорович Орлов, диакон Василий Григорьевич Орлов и псаломщик Адриан Иванович Попов. При храме имелась одноклассная церковно-приходская школа.
В 1895 году жители села подали прошение в Тамбовскую духовную консисторию о строительстве каменного храма вместо старого деревянного, и в сентябре этого же года начались строительные работы, которые длились десять лет. В 1905 году новый каменный храм был открыт, в 1918 году, после Октябрьской революции, он был закрыт, но не уничтожен. В 1922 году, во время советской кампании по изъятию церковных ценностей, из Архангельского храма села Ссёлки была конфискована серебряная утварь, сброшены церковные колокола. Здание использовалось как клуб, а с 1931 года — как зернохранилище совхоза «Липецкий». Церковь дважды — в 1940 и 1950 годах горела; к 1980 году разорённый Архангельский храм был окончательно заброшен.
В марте 1990 года началось восстановление храма, и он начал действовать уже в 1991 году. В 1998 году на территории храма был вырыт и освящён колодец. 10 апреля 2005 года престол церкви был освящён Никоном епископом Липецким и Елецким.
Настоятель храма: протоиерей Александр Борисович Конотоп.

Фотогалерея
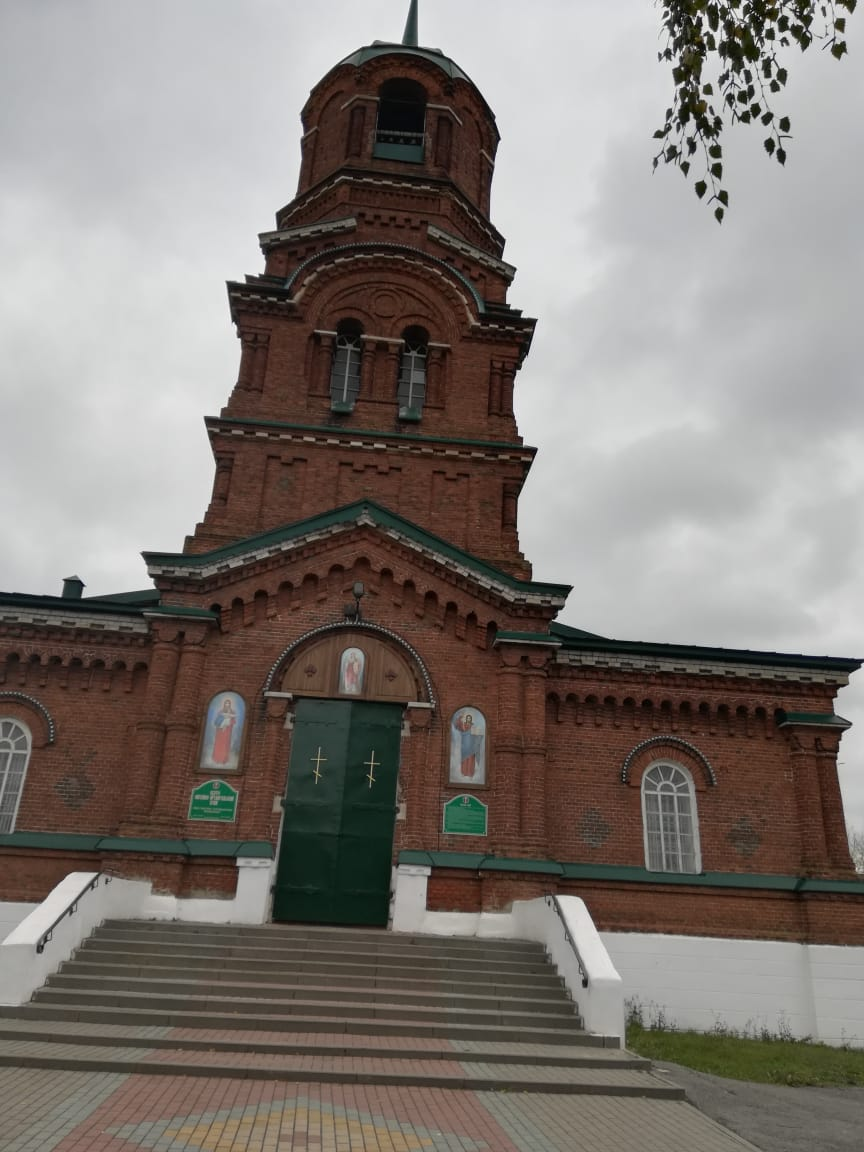
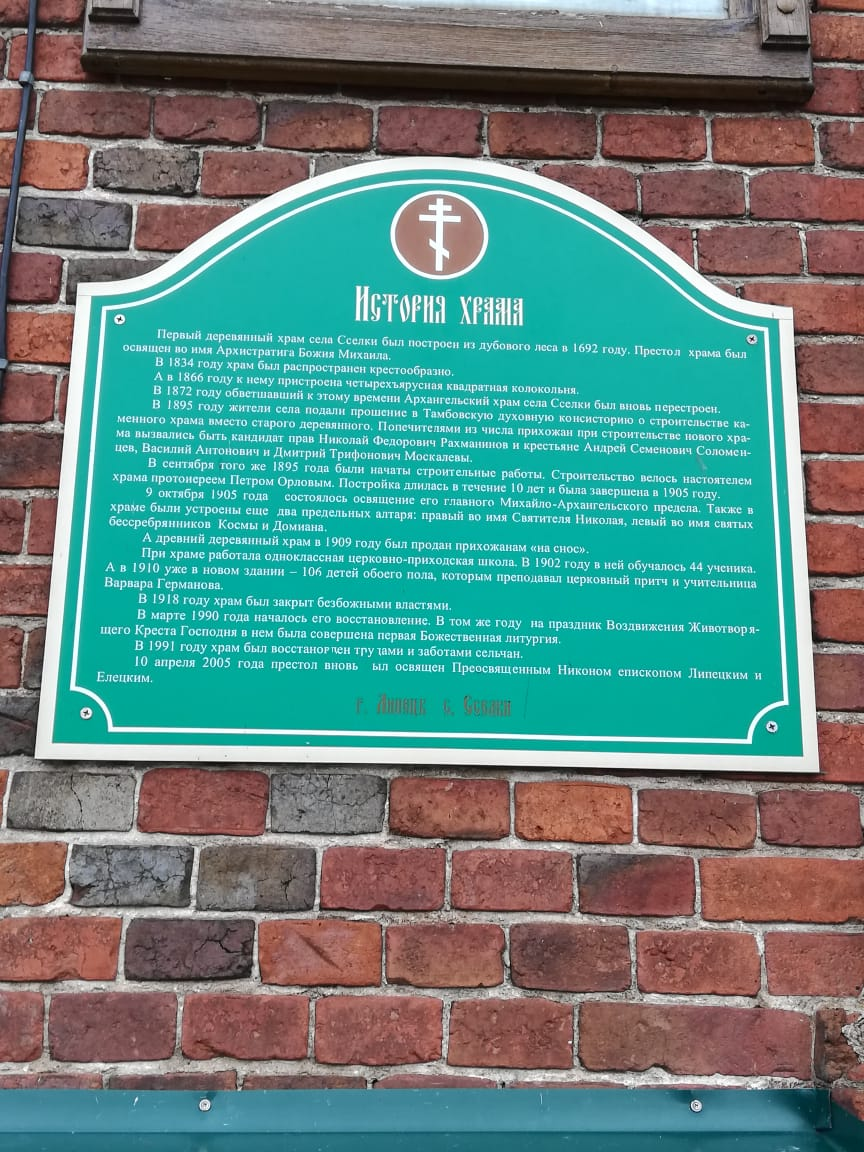
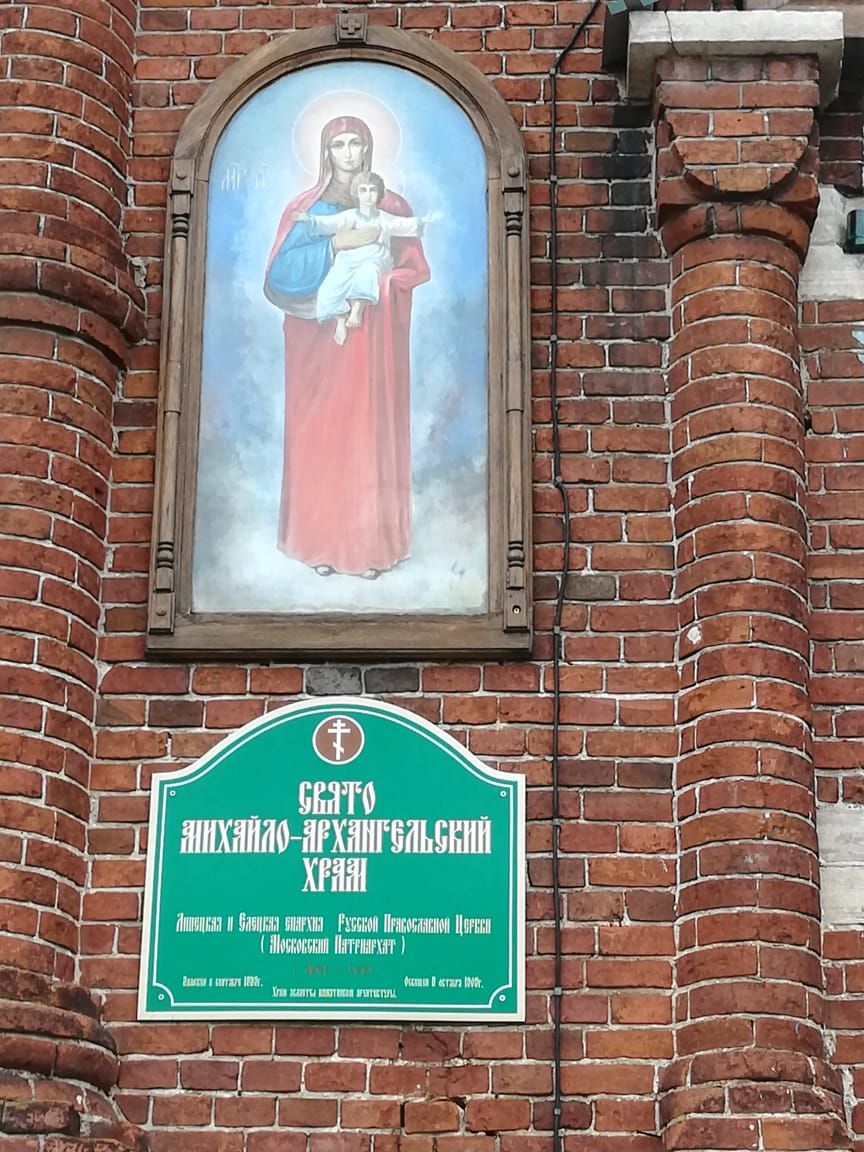
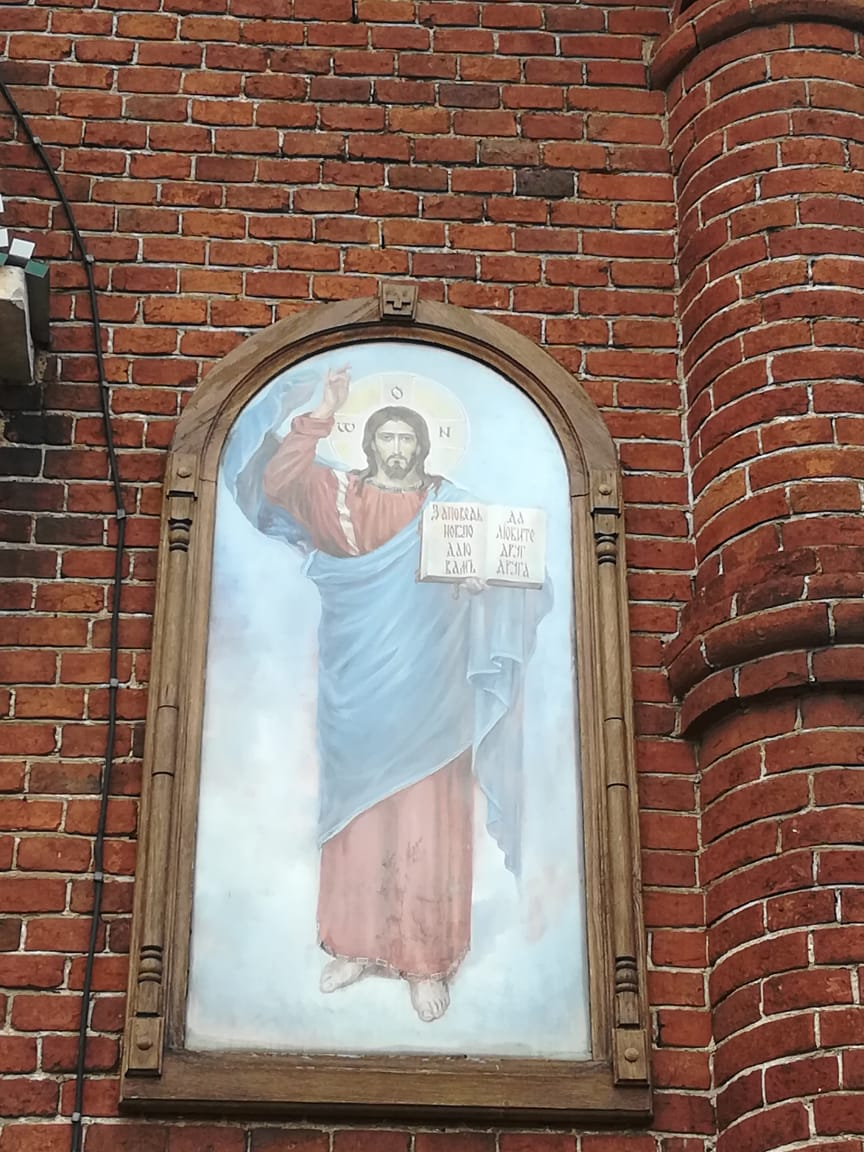
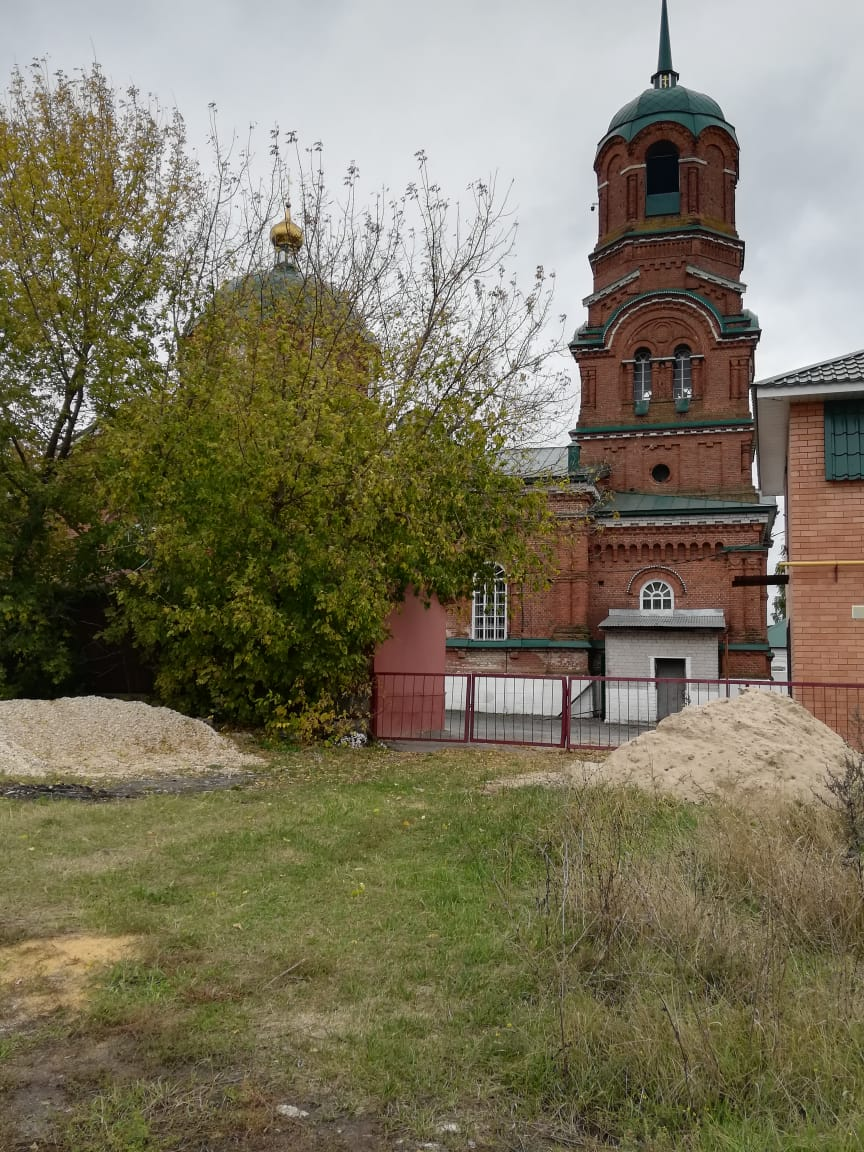